# Katakana

Chữ "za" kiểu katakana

Katakana (Kanji: 片仮名, Hán Việt: Phiến giả danh; katakana: カタカナ hay Hiragana: かたかな), còn được gọi là chữ cứng, là một dạng chữ biểu âm và là thành phần trong hệ thống chữ viết truyền thống của tiếng Nhật, bên cạnh hiragana, kanji và một số ký tự khác. Từ "katakana" có nghĩa là "kana chắp vá", do chữ katakana được tạo thành từ các nét giống Kanji nhưng chưa đủ nét để thành một chữ Hán hoàn chỉnh (có vẻ giống bộ thủ).
Katakana được tạo thành từ các nét thẳng, nét cong và nét gấp khúc y như các nét trong chữ Hán, là kiểu chữ đơn giản nhất trong chữ viết tiếng Nhật. Do nét vẽ như vậy, Katakana còn được gọi là "chữ cứng" trong tiếng Việt.
Katakana có hai kiểu sắp thứ tự thường gặp: Kiểu sắp xếp cổ iroha (伊呂波), và kiểu thường dùng thịnh hành gojūon (五十音).

## Sử dụng
Khác với kanji có thể được phát âm theo nhiều cách tùy theo ngữ cảnh (dạng chữ "tượng hình, biểu ý"), cách phát âm của các ký tự katakana (và hiragana) hoàn toàn theo quy tắc "tượng thanh, biểu âm".
Trong tiếng Nhật hiện đại, katakana thường được dùng để phiên âm những từ có nguồn gốc ngoại lai (gọi là gairaigo - "ngoại lai ngữ"). Ví dụ, "television" (Tivi) được viết thành "テレビ" (terebi). Tương tự, katakana cũng thường được dùng để viết tên các quốc gia, tên người hay địa điểm của nước ngoài. Ví dụ, tên "Việt Nam" được viết thành "ベトナム" (Betonamu) ("Việt Nam" cũng có thể viết theo Kanji là "越南" - đọc là Etsu'nan (えつなん) vì vốn dĩ tiếng Việt cũng có thể viết bằng chữ Hán và chữ Nôm, nhưng hiện ít phổ biến).
Tuy nhiên, cũng có những trường hợp ngược lại, đó là cách viết kanji từ những từ vốn được viết bằng katakana. Một ví dụ là từ コーヒー (kōhī), nghĩa là cà phê, đôi khi có thể được viết là 珈琲. Từ kanji này thỉnh thoảng được các nhà sản xuất cà phê sử dụng nhằm tạo sự mới lạ.
Katakana cũng được sử dụng để viết các từ tượng thanh, những từ để biểu diễn một âm thanh. Ví dụ như tiếng chuông nhà thờ kêu "bính - boong", sẽ được viết bằng chữ katakana là "ピンポン" (pinpon).
Những từ ngữ trong khoa học - kỹ thuật, như tên loài động vật, thực vật, tên sản vật, thông thường cũng được viết bằng katakana.
Katakana cũng nhiều khi (nhưng không phải là tất cả) được sử dụng để viết tên các công ty ở Nhật. Ví dụ như Sony được viết là "ソニー", hay Toyota là "トヨタ". Katakana ngoài ra còn được dùng để nhấn mạnh, đặc biệt đối với các ký hiệu, quảng cáo, panô áp phích. Ví dụ, chúng ta có thể sẽ nhìn thấy chữ "ココ" - koko - ("ở đây"), ゴミ gomi ("rác") hay メガネ megane ("kính đeo mắt"). Những từ muốn nhấn mạnh trong câu đôi khi cũng được viết bằng katakana, giống như kiểu chữ nghiêng italic.
Katakana được sử dụng để biểu diễn cách đọc on'yomi (cách đọc âm Hán-Nhật) của một chữ Hán trong từ điển kanji.
Một số họ tên người Nhật được viết bằng katakana. Ngày xưa điều này thường phổ biến hơn, nên những người phụ nữ đứng tuổi thường có tên katakana.
Những từ kanji khó đọc được viết thành katakana rất phổ biến. Những trường hợp này thường thấy trong các thuật ngữ y học. Ví dụ, trong từ 皮膚科 hifuka (khoa da liễu), từ kanji thứ 2, 膚, được cho là một từ khó đọc, do đó từ hifuka rất hay được viết thành 皮フ科 hay ヒフ科, dùng cả kanji và katakana. Tương tự, từ 癌 gan (ung thư) thường được viết bằng katakana hoặc hiragana.

## Chính tả
Các câu trong ngôn ngữ nhiều nước thường được ngăn cách bởi dấu câu (chấm, phẩy,...) trong tiếng Nhật gọi là 中黒 (nakaguro) còn các từ được ngăn cách bởi dấu cách. Tuy nhiên, trong những trường hợp người đọc biết từ nước ngoài đó phân cách ở đâu, thì dấu cách (hay dấu câu) không được sử dụng. Ví dụ, từ コンピュータゲーム ("konpyūta gēmu," hay "computer game") – "trò chơi điện tử", chứa hai từ tiếng Anh khá thông dụng tại Nhật, nên nó không có một dấu phân cách nào cả.
Cú pháp chính tả của Katakana hơi khác với hiragana. Hiragana biểu diễn nguyên âm dài bằng cách cho thêm nguyên âm kana thứ hai vào sau, còn trong katakana, thường sử dụng một dấu gạch mở rộng gọi là chōon. Dấu gạch này trong cách viết Yokogaki (Trái sang phải, trên xuống dưới) là một dấu gạch ngắn nằm ngang theo dòng viết, và trong cách viết Tategaki (Trên xuống dưới, phải sang trái) là nằm dọc. Tuy nhiên, nó thường được sử dụng nhiều khi viết các từ mượn; nguyên âm dài trong tiếng Nhật được viết bằng katakana cũng thông dụng như được viết bằng hiragana. Ngoại trừ một số từ như ローソク(蝋燭)(rōsoku)(cây nến) hay ケータイ(携帯)(kētai)(điện thoại di động).
Chữ tsu nhỏ ッ được gọi là sokuon chỉ ra một phụ âm kép, được phát âm bằng cách nhân đôi phụ âm đi sau nó. Ví dụ, từ bed (giường ngủ) được viết bằng katakana sẽ là ベッド (beddo).
Sokuon đôi khi được dùng trong những vị trí không có sự tương đương của âm tiết vốn có. Ví dụ, chữ h kép trong chữ "ch" (thường thấy trong tên tiếng Đức). Lấy ví dụ chữ "bach" được viết là バッハ (Bahha); chữ "Mach" là マッハ (Mahha). Chữ "h" kép trong từ Bach và Mach (được biểu diễn bằng chữ ッ) có lẽ là cách biểu diễn tốt nhất của tiếng Nhật cho những từ này.
Một số âm tiết trong nhiều ngôn ngữ thường khá khó khăn để biểu diễn bằng tiếng Nhật, ví dụ từ "hướng" (tiếng Việt) lại trở thành フオン (Fuon). Ali Khamenei là アリー・ハーメネイー (Arī Hāmeneī).

## Bảng katakana
Sau đây là bảng katakana cùng với phiên âm romaji tương ứng. Những chữ bên bảng đầu tiên là chữ katakana tiêu chuẩn (ký tự có màu đỏ là ký tự cổ (hiện tại không dùng), còn ký tự có màu xanh là chữ katakana hiện đại, sử dụng chủ yếu để phiên âm những từ nước ngoài). Việc đọc chữ katakana có đôi chút phức tạp do bề ngoài tương tự của một số chữ. Như chữ shi シ và chữ tsu ツ, hay so ソ và chữ n ン, trông có vẻ giống nhau về hình thù nhưng khác nhau về thứ tự các nét khi viết và độ nghiêng của các nét. Một số chữ katakana lại khá giống chữ Hán, như chữ "ni" (ニ) và chữ Nhị (二 "số 2"), chữ "ka" (カ) và chữ Lực (力 "sức mạnh"), chữ "ro" (ロ) và chữ Khẩu (口 "cái miệng"). Sự khác biệt sẽ rõ hơn khi những chữ này được viết bằng bút mực nước (bút lông).
| Nguyên âm | Nguyên âm | Nguyên âm | Nguyên âm | Nguyên âm | yōon(nguyên âm đôi) | yōon(nguyên âm đôi) | yōon(nguyên âm đôi) |
| ア a      | イ i      | ウ u      | エ e      | オ o      | ャ ya               | ュ yu               | ョ yo               |
| カ ka     | キ ki     | ク ku     | ケ ke     | コ ko     | キャ kya            | キュ kyu            | キョ kyo            |
| サ sa     | シ shi    | ス cu     | セ se     | ソ so     | シャ sha            | シュ shu            | ショ sho            |
| タ ta     | チ chi    | ツ tsu    | テ te     | ト to     | チャ cha            | チュ chu            | チョ cho            |
| ナ na     | ニ ni     | ヌ nu     | ネ ne     | ノ no     | ニャ nya            | ニュ nyu            | ニョ nyo            |
| ハ ha     | ヒ hi     | フ fu     | ヘ he     | ホ ho     | ヒャ hya            | ヒュ hyu            | ヒョ hyo            |
| マ ma     | ミ mi     | ム mu     | メ me     | モ mo     | ミャ mya            | ミュ myu            | ミョ myo            |
| ヤ ya     |           | ユ yu     |           | ヨ yo     |                     |                     |                     |
| ラ ra     | リ ri     | ル ru     | レ re     | ロ ro     | リャ rya            | リュ ryu            | リョ ryo            |
| ワ wa     | ヰ wi     |           | ヱ we     | ヲ wo     |                     |                     |                     |
|           |           |           |           | ン n      |                     |                     |                     |
| ガ ga     | ギ gi     | グ gu     | ゲ ge     | ゴ go     | ギャ gya            | ギュ gyu            | ギョ gyo            |
| ザ za     | ジ ji     | ズ zu     | ゼ ze     | ゾ zo     | ジャ ja             | ジュ ju             | ジョ jo             |
| ダ da     | ヂ ji     | ヅ zu     | デ de     | ド do     | ヂャ ja             | ヂュ ju             | ヂョ jo             |
| バ ba     | ビ bi     | ブ bu     | ベ be     | ボ bo     | ビャ bya            | ビュ byu            | ビョ byo            |
| パ pa     | ピ pi     | プ pu     | ペ pe     | ポ po     | ピャ pya            | ピュ pyu            | ピョ pyo            |

| Nguyên âm    | Nguyên âm    | Nguyên âm | Nguyên âm    | Nguyên âm    | yōon(nguyên âm đôi) | yōon(nguyên âm đôi) | yōon(nguyên âm đôi) |
| ア a         | イ i         | ウ u      | エ e         | オ o         | ャ ya               | ュ yu               | ョ yo               |
| イァ ya      | イィ yi      | イゥ yu   | イェ ye      | イォ yo      |                     |                     |                     |
| ウァ wa      | ウィ wi      | ウゥ wu   | ウェ we      | ウォ wo      | ウャ wya            | ウュ wyu            | ウョ wyo            |
| ウヮ wa      |              |           |              |              |                     |                     |                     |
|              |              |           | ウィェ wye   |              |                     |                     |                     |
| ヴァ va      | ヴィ vi      | ヴ vu     | ヴェ ve      | ヴォ vo      | ヴャ vya            | ヴュ vyu            | ヴョ vyo            |
|              |              |           | ヴィェ vye   |              |                     |                     |                     |
| ヴヮ vwa     | ヴィ vwi     |           | ヴェ vwe     | ヴォ vwo     |                     |                     |                     |
|              |              |           | キェ kye     |              |                     |                     |                     |
|              |              |           | ギェ gye     |              |                     |                     |                     |
| カ゚ nga       | キ゚ ngi       | ク゚ ngu    | ケ゚ nge       | コ゚ ngo       | キ゚ャ ngya           | キ゚ュ ngyu           | キ゚ョ ngyo           |
|              |              |           | キ゚ェ ngye    |              |                     |                     |                     |
| クァ kwa     | クィ kwi     |           | クェ kwe     | クォ kwo     |                     |                     |                     |
| クヮ kwa     |              |           |              |              |                     |                     |                     |
| グァ gwa     | グィ gwi     |           | グェ gwe     | グォ gwo     |                     |                     |                     |
| グヮ gwa     |              |           |              |              |                     |                     |                     |
| ク゚ヮ ngwa    | ク゚ィ ngwi    |           | ク゚ェ ngwe    | ク゚ォ ngwo    |                     |                     |                     |
| キュヮ kywa  | キュィ kywi  |           | キュェ kywe  | キュォ kywo  |                     |                     |                     |
| ギュヮ gywa  | ギュィ gywi  |           | ギュェ gywe  | ギュォ gywo  |                     |                     |                     |
| キ゚ュヮ ngywa | キ゚ュィ ngywi |           | キ゚ュェ ngywe | キ゚ュォ ngywo |                     |                     |                     |
|              |              |           | シェ she     |              |                     |                     |                     |
|              |              |           | ジェ je      |              |                     |                     |                     |
| スァ ca      | スィ ci      |           | スェ ce      | スォ co      | スャ cya            | スュ cyu            | スョ cyo            |
| ズァ za      | ズィ zi      |           | ズェ ze      | ズォ zo      | ズャ zya            | ズュ zyu            | ズョ zyo            |
|              |              |           | スィェ cye   |              |                     |                     |                     |
|              |              |           | ズィェ zye   |              |                     |                     |                     |
|              | セィ si      | ソゥ su   |              |              | セャ sya            | セュ syu            | セョ syo            |
|              | ゼィ zi      | ゾゥ zu   |              |              | ゼャ zya            | ゼュ zyu            | ゼョ zyo            |
|              |              |           | セィェ sye   |              |                     |                     |                     |
|              |              |           | ゼィェ zye   |              |                     |                     |                     |
| スヮ cwa     | スィ cwi     |           | スェ cwe     | スォ cwo     |                     |                     |                     |
| ズヮ zwa     | ズィ zwi     |           | ズェ zwe     | ズォ zwo     |                     |                     |                     |
| ソゥヮ swa   | ソゥィ swi   |           | ソゥェ swe   | ソゥォ swo   |                     |                     |                     |
| ゾゥヮ zwa   | ゾゥィ zwi   |           | ゾゥェ zwe   | ゾゥォ zwo   |                     |                     |                     |
| シュヮ shwa  | シュィ shwi  |           | シュェ shwe  | シュォ shwo  |                     |                     |                     |
| ジュヮ jwa   | ジュィ jwi   |           | ジュェ jwe   | ジュォ jwo   |                     |                     |                     |
| スュヮ cywa  | スュィ cywi  |           | スュェ cywe  | スュォ cywo  |                     |                     |                     |
| ズュヮ zywa  | ズュィ zywi  |           | ズュェ zywe  | ズュォ zywo  |                     |                     |                     |
| セュヮ sywa  | セュィ sywi  |           | セュェ sywe  | セュォ sywo  |                     |                     |                     |
| ゼュヮ zywa  | ゼュィ zywi  |           | ゼュェ zywe  | ゼュォ zywo  |                     |                     |                     |
|              |              |           | チェ che     |              |                     |                     |                     |
|              |              |           | ヂェ je      |              |                     |                     |                     |
| ツァ tsa     | ツィ tsi     |           | ツェ tse     | ツォ tso     | ツャ tsya           | ツュ tsyu           | ツョ tsyo           |
| ヅァ za      | ヅィ zi      |           | ヅェ ze      | ヅォ zo      | ヅャ zya            | ヅュ zyu            | ヅョ zyo            |
|              |              |           | ツィェ tsye  |              |                     |                     |                     |
|              |              |           | ヅィェ zye   |              |                     |                     |                     |
|              | ティ ti      | トゥ tu   |              |              | テャ tya            | テュ tyu            | テョ tyo            |
|              | ディ di      | ドゥ du   |              |              | デャ dya            | デュ dyu            | デョ dyo            |
|              |              |           | ティェ tye   |              |                     |                     |                     |
|              |              |           | ディェ dye   |              |                     |                     |                     |
| ツヮ tswa    | ツィ tswi    |           | ツェ tswe    | ツォ tswo    |                     |                     |                     |
| ヅヮ zwa     | ヅィ zwi     |           | ヅェ zwe     | ヅォ zwo     |                     |                     |                     |
| トゥヮ twa   | トゥィ twi   |           | トゥェ twe   | トゥォ two   |                     |                     |                     |
| ドゥヮ dwa   | ドゥィ dwi   |           | ドゥェ dwe   | ドゥォ dwo   |                     |                     |                     |
| チュヮ chwa  | チュィ chwi  |           | チュェ chwe  | チュォ chwo  |                     |                     |                     |
| ヂュヮ jwa   | ヂュィ jwi   |           | ヂュェ jwe   | ヂュォ jwo   |                     |                     |                     |
| ツュヮ tsywa | ツュィ tsywi |           | ツュェ tsywe | ツュォ tsywo |                     |                     |                     |
| ヅュヮ zywa  | ヅュィ zywi  |           | ヅュェ zywe  | ヅュォ zywo  |                     |                     |                     |
| テュヮ tywa  | テュィ tywi  |           | テュェ tywe  | テュォ tywo  |                     |                     |                     |
| デュヮ dywa  | デュィ dywi  |           | デュェ dywe  | デュォ dywo  |                     |                     |                     |
|              |              |           | ニェ nye     |              |                     |                     |                     |
| ヌヮ nwa     | ヌィ nwi     |           | ヌェ nwe     | ヌォ nwo     |                     |                     |                     |
| ニュヮ nywa  | ニュィ nywi  |           | ニュェ nywe  | ニュォ nywo  |                     |                     |                     |
|              |              |           | ヒェ hye     |              |                     |                     |                     |
|              |              |           | ビェ bye     |              |                     |                     |                     |
|              |              |           | ピェ pye     |              |                     |                     |                     |
| ファ fa      | フィ fi      |           | フェ fe      | フォ fo      | フャ fya            | フュ fyu            | フョ fyo            |
|              |              |           | フィェ fye   |              |                     |                     |                     |
|              |              | ホゥ hu   |              |              |                     |                     |                     |
| フヮ fwa     | フィ fwi     |           | フェ fwe     | フォ fwo     |                     |                     |                     |
| ブヮ bwa     | ブィ bwi     |           | ブェ bwe     | ブォ bwo     |                     |                     |                     |
| プヮ pwa     | プィ pwi     |           | プェ pwe     | プォ pwo     |                     |                     |                     |
| ホゥヮ hwa   | ホゥィ hwi   |           | ホゥェ hwe   | ホゥォ hwo   |                     |                     |                     |
| ヒュヮ hywa  | ヒュィ hywi  |           | ヒュェ hywe  | ヒュォ hywo  |                     |                     |                     |
| ビュヮ bywa  | ビュィ bywi  |           | ビュェ bywe  | ビュォ bywo  |                     |                     |                     |
| ピュヮ pywa  | ピュィ pywi  |           | ピュェ pywe  | ピュォ pywo  |                     |                     |                     |
| フュヮ fywa  | フュィ fywi  |           | フュェ fywe  | フュォ fywo  |                     |                     |                     |
|              |              |           | ミェ mye     |              |                     |                     |                     |
| ムヮ mwa     | ムィ mwi     |           | ムェ mwe     | ムォ mwo     |                     |                     |                     |
| ミュヮ mywa  | ミュィ mywi  |           | ミュェ mywe  | ミュォ mywo  |                     |                     |                     |
| ユヮ ywa     | ユィ ywi     |           | ユェ ywe     | ユォ ywo     |                     |                     |                     |
|              |              |           | リェ rye     |              |                     |                     |                     |
| ルヮ rwa     | ルィ rwi     |           | ルェ rwe     | ルォ rwo     |                     |                     |                     |
| リュヮ rywa  | リュィ rywi  |           | リュェ rywe  | リュォ rywo  |                     |                     |                     |
| ラ゚ la        | リ゚ li        | ル゚ lu     | レ゚ le        | ロ゚ lo        | リ゚ャ lya            | リ゚ュ lyu            | リ゚ョ lyo            |
|              |              |           | リ゚ェ lye     |              |                     |                     |                     |
| ル゚ヮ lwa     | ル゚ィ lwi     |           | ル゚ェ lwe     | ル゚ォ lwo     |                     |                     |                     |
| リ゚ュヮ lywa  | リ゚ュィ lywi  |           | リ゚ュェ lywe  | リ゚ュォ lywo  |                     |                     |                     |
| ヷ va        | ヸ vi        |           | ヹ ve        | ヺ vo        |                     |                     |                     |

1: ヲ phát âm giống オ ("o") nhưng trong thực tế nó hiếm khi được sử dụng ngoại trừ việc viết cách điệu (như tên manga Wotakoi) khi cần biểu diễn chữ hiragana tương ứng (を) bằng katakana. Để biểu diễn âm "wo", người Nhật dùng chữ cứng ウォ("uo").
2: Những katakana này được đưa vào hệ thống giáo dục từ khá sớm – thời kỳ Minh Trị, nhưng chưa bao giờ trở nên phổ biến.  

## Lịch sử
Katakana được phát triển vào thời kỳ Heian từ các thành phần của các ký tự man'yōgana (万葉仮名, "vạn diệp giả danh") - một dạng tốc ký - là những chữ Hán được dùng để biểu diễn cách phát âm của người Nhật, bắt đầu hình thành từ thế kỷ thứ 5. Ví dụ, chữ ka カ được hình thành từ phần bên trái của chữ ka 加 (gia - gia tăng). Bảng dưới đây cho thấy nguồn gốc của từng chữ katakana: chữ đỏ là chữ Hán gốc của katakana tương ứng.

## Giảng dạy Katakana
Nhiều giảng viên "giới thiệu katakana sau khi người học đã học đọc và viết hiragana một cách dễ dàng đồng thời nắm rõ các quy tắc." Hầu hết người học đã học qua hiragana cũng sẽ "không gặp quá khó khăn khi học và nhớ" katakana. Tuy nhiên, với những người học hiragana trước khi học katakana, nếu tạo thành thói quen viết và đọc hiragana đôi khi sẽ gây đôi chút khó khăn cho việc sử dụng katakana một cách thuần thục và nhanh nhẹn.
Trong khi đó, một số giảng viên khác lại giới thiệu katakana trước, bởi chúng được sử dụng để biểu diễn các từ mượn. Việc này giúp người học, nhất là những người nói ngôn ngữ không chịu ảnh hưởng Hán văn, luyện đọc và viết kana với các từ ngữ dễ hiểu hơn.

## Mã hóa trong máy tính
Katakana có thể viết được trong tất cả các phông chữ dành cho tiếng Nhật và phông chữ đầy đủ của Unicode (như Arial Unicode MS), khá nhiều phông chữ hỗ trợ tiếng Trung Quốc cũng hỗ trợ cả katakana (như MS Song).
Katakana có hai định dạng mã hóa, hankaku (半角 - "bán giác", độ rộng 1 nửa) và zenkaku (全角 - "toàn giác", độ rộng đầy đủ). Định dạng hankaku có nguồn gốc từ JIS X 0201. Trong định dạng này, hầu hết các chữ katakana được biểu diễn bằng 1 byte. Cuối thập kỷ 1970, các ký tự 2 byte ra đời (như JIS X 0208) để viết Hiragana, Kanji và các ký tự khác. Hệ thống JIS_X_0208 có cách biểu diễn chữ katakana hoàn toàn khác với JIS_X_0201. Chữ katakana của JIS_X_0208 được biểu diễn bằng ít nhất là 2 byte, vì thế nhiều thiết bị (đặc biệt là các thiết bị của thệ hệ trước) thường viết katakana có độ dài 2 byte. Đó là lý do tại sao chữ Katakana của JIS_X_0201 được gọi là hankaku còn JIS_X_0208 là zenkaku. Và cũng do đó, hầu hết các định dạng mã hóa không có định dạng hankaku cho Hiragana.
Mặc dù hầu như không còn được dùng nữa, nhưng trong thực tế katakana hankaku vẫn còn trong nhiều hệ thống mã hóa. Ví dụ trong các máy điện toán, nhãn đĩa, phụ đề DVD hay truyền hình số. Nhiều kiểu mã hóa tiếng Nhật như EUC-JP, Unicode và Shift-JIS vừa có cả mã katakana hankaku vữa có cả mã zenkaku. Ngược lại, ISO-2022-JP lại không có mã katakana hankaku, và thường được dùng trong các giao thức SMTP và NNTP. Chữ hankaku katakana thông thường được dùng để tiết kiệm bộ nhớ.

### Mã Unicode
Trong Unicode, chữ zenkaku katakana chiếm các vị trí từ U+30A0 đến U+30FF :
| Bảng Unicode Katakana Official Unicode Consortium code chart Version 13.0 |    |    |    |    |    |    |    |    |    |    |    |    |    |    |    |    |
|                                                                           | 0  | 1  | 2  | 3  | 4  | 5  | 6  | 7  | 8  | 9  | A  | B  | C  | D  | E  | F  |
| U+30Ax                                                                    | ゠ | ァ | ア | ィ | イ | ゥ | ウ | ェ | エ | ォ | オ | カ | ガ | キ | ギ | ク |
| U+30Bx                                                                    | グ | ケ | ゲ | コ | ゴ | サ | ザ | シ | ジ | ス | ズ | セ | ゼ | ソ | ゾ | タ |
| U+30Cx                                                                    | ダ | チ | ヂ | ッ | ツ | ヅ | テ | デ | ト | ド | ナ | ニ | ヌ | ネ | ノ | ハ |
| U+30Dx                                                                    | バ | パ | ヒ | ビ | ピ | フ | ブ | プ | ヘ | ベ | ペ | ホ | ボ | ポ | マ | ミ |
| U+30Ex                                                                    | ム | メ | モ | ャ | ヤ | ュ | ユ | ョ | ヨ | ラ | リ | ル | レ | ロ | ヮ | ワ |
| U+30Fx                                                                    | ヰ | ヱ | ヲ | ン | ヴ | ヵ | ヶ | ヷ | ヸ | ヹ | ヺ | ・ | ー | ヽ | ヾ | ヿ |
| Phần mở rộng ngữ âm Katakana (Official Unicode Consortium code chart)     |    |    |    |    |    |    |    |    |    |    |    |    |    |    |    |    |
| U+31Fx                                                                    | ㇰ | ㇱ | ㇲ | ㇳ | ㇴ | ㇵ | ㇶ | ㇷ | ㇸ | ㇹ | ㇺ | ㇻ | ㇼ | ㇽ | ㇾ | ㇿ |

Những chữ hankaku katakana tương ứng cùng được mã hóa trong Unicode. Bắt đầu từ U+FF65 đến U+FF9F (các vị trí từ U+FF61 đến U+FF64 là các dấu câu hankaku):
|     |  | 0  | 1 | 2 | 3 | 4 | 5 | 6 | 7 | 8 | 9 | A | B | C | D | E | F |
| FF6 |  | ｠ | ｡ | ｢ | ｣ | ､ | ･ | ｦ | ｧ | ｨ | ｩ | ｪ | ｫ | ｬ | ｭ | ｮ | ｯ |
| FF7 |  | ｰ  | ｱ | ｲ | ｳ | ｴ | ｵ | ｶ | ｷ | ｸ | ｹ | ｺ | ｻ | ｼ | ｽ | ｾ | ｿ |
| FF8 |  | ﾀ  | ﾁ | ﾂ | ﾃ | ﾄ | ﾅ | ﾆ | ﾇ | ﾈ | ﾉ | ﾊ | ﾋ | ﾌ | ﾍ | ﾎ | ﾏ |
| FF9 |  | ﾐ  | ﾑ | ﾒ | ﾓ | ﾔ | ﾕ | ﾖ | ﾗ | ﾘ | ﾙ | ﾚ | ﾛ | ﾜ | ﾝ | ﾞ | ﾟ |

Các vị trí mã từ 32D0 đến 32FE là các chữ Katakana khoanh tròn. Chú ý: Không có chữ ン khoanh tròn.
|     |  | 0  | 1  | 2  | 3  | 4  | 5  | 6  | 7  | 8  | 9  | A  | B  | C  | D  | E  | F  |
| 32D |  | ㋐ | ㋑ | ㋒ | ㋓ | ㋔ | ㋕ | ㋖ | ㋗ | ㋘ | ㋙ | ㋚ | ㋛ | ㋜ | ㋝ | ㋞ | ㋟ |
| 32E |  | ㋠ | ㋡ | ㋢ | ㋣ | ㋤ | ㋥ | ㋦ | ㋧ | ㋨ | ㋩ | ㋪ | ㋫ | ㋬ | ㋭ | ㋮ | ㋯ |
| 32F |  | ㋰ | ㋱ | ㋲ | ㋳ | ㋴ | ㋵ | ㋶ | ㋷ | ㋸ | ㋹ | ㋺ | ㋻ | ㋼ | ㋽ | ㋾ |    |

## Các ví dụ về cách phiên âm của Katakana từ những từ nước ngoài

### Dược phẩm
| Từ gốc                            | Katakana   | Rōmaji     |
| --------------------------------- | ---------- | ---------- |
| Vitamin (tiếng Đức)               | ビタミン   | Bitamin    |
| Mineral (chất khoáng - tiếng Anh) | ミネラル   | Mineraru   |
| Calcium (Calci - Latinh)          | カルシウム | Karushiumu |
| Hormone (Hóoc môn - tiếng Anh)    | ホルモン   | Horumon    |

### Công nghệ thông tin
| Từ gốc                          | Katakana                   | Rōmaji               | Kanji & khác                   |
| ------------------------------- | -------------------------- | -------------------- | ------------------------------ |
| Mouse (chuột - tiếng Anh)       | マウス                     | Mausu                |                                |
| Keyboard (bàn phím - tiếng Anh) | キーボード                 | Kībōdo               |                                |
| Display (hiển thị)              | ディスプレイ               | Disupurei            | 画面 gamen                     |
| Pointer (con trỏ)               | ポインタ                   | Pointa               |                                |
| Programming (lập trình)         | プログラミング             | Puroguramingu        |                                |
| Software (phần mềm)             | ソフトウェア               | Sofutowea            |                                |
| Hardware (phần cứng)            | ハードウェア               | Hādowea              |                                |
| Operating system (hệ điều hành) | オペレーティング・システム | Operētingu shisutemu | 基本ソフト kihonsofuto OS ōesu |
| Internet                        | インターネット             | Intānetto            |                                |
| Web                             | ウェブ                     | Webu                 |                                |

### Tên
| Từ gốc              | Katakana   | Rōmaji                               | Kanji (Hán tự)                    |
| ------------------- | ---------- | ------------------------------------ | --------------------------------- |
| Hồ Chí Minh         | ホーチミン | Hōchimin                             | 胡志明                            |
| Nam                 | ナム       | Namu                                 | 男 hoặc 南                        |
| Vũ                  | ヴ         | Vu                                   | 宇, 羽, 雨, 武 hoặc 舞            |
| Phương, Hương       | フオン     | Fuon                                 | phương: 方 hoặc 芳 hương: 香      |
| Phụng, Hùng         | フン       | Fun                                  | phụng: 鳳 hùng: 雄 hoặc 熊        |
| Tuấn, Thuận, Thu An | トゥアン   | Tuan (biểu thị âm) Twuan (nhập liệu) | tuấn: 俊 thuận: 順 thu an: 秋安   |
| Thắng, Tân          | タン       | Tan                                  | thắng: 勝 tân: 新, 津, 浜 hoặc 辛 |

Kanji vẫn được dùng để viết trực tiếp tên người Trung Quốc, người Đài Loan, người Triều Tiên trong văn bản tiếng Nhật (kèm theo furigana bằng katakana biểu diễn âm đọc), nhưng do tại Việt Nam chữ Hán và chữ Nôm không còn sử dụng phổ biến cho tiếng Việt, tên người Việt Nam trong tiếng Nhật thường được viết trực tiếp theo katakana là chủ yếu và không có Kanji đi kèm, mặc dù thực tế tên người Việt Nam có thể viết theo Kanji, vừa giúp biểu nghĩa và vừa giảm số ký tự so với katakana, thậm chí còn có thể đọc trực tiếp chính xác tên tiếng Việt và nhận dạng đối tượng dễ dàng hơn qua âm Hán Việt của Kanji tương ứng, do katakana không thể hiện đủ âm tiếng Việt, nên chỉ dựa theo katakana sẽ dễ gây suy đoán nhầm âm, dẫn đến đoán nhầm tên người Việt, như trường hợp của Phương và Hương ở trên.
| Từ gốc       | Katakana | Rōmaji  |
| ------------ | -------- | ------- |
| John (en)    | ジョン   | Jon     |
| George (en)  | ジョージ | Jōji    |
| Marie (en)   | マリー   | Marī    |
| Michael (en) | マイケル | Maikeru |

| Maria (de)   | マリア               | Maria             |
| Michael (de) | ミハエル, ミヒャエル | Mihaeru, Mihyaeru |

| Kim Tae Hee (kor) | キム·テヒ | Kimutehi |

### Địa điểm
| Từ gốc             | Katakana                | Rōmaji                        | Kanji                            |
| ------------------ | ----------------------- | ----------------------------- | -------------------------------- |
| Việt Nam (vi)      | ベトナム ヴィエットナム | Betonamu Viettonamu (ít dùng) | 越南 Etsunan                     |
| America (en)       | アメリカ                | Amerika                       | 米国 Beikoku (mễ quốc)           |
| Latin America (en) | ラテンアメリカ          | Raten Amerika                 | 中南米 Chūnanbei (trung nam mễ)  |
| Europa (pt)        | ヨーロッパ              | Yōroppa                       | 欧州 Ōshū (âu châu)              |
| Asia (en)          | アジア                  | Ajia                          | 亜州 Ajia (á châu)               |
| Africa (en)        | アフリカ                | Afurika                       | 阿州 Ashū (a châu)               |
| Oceania (en)       | オセアニア              | Oseania                       | 大洋州 Taiyōshū (đại dương châu) |

### Quốc gia và thành phố
| Từ gốc                                         | Katakana         | Rōmaji         | Tên tiếng Anh                  | Tên địa phương                |
| ---------------------------------------------- | ---------------- | -------------- | ------------------------------ | ----------------------------- |
| Hà Nội (vi)                                    | ハノイ           | hanoi          | Hanoi                          | Hà Nội                        |
| Washington.D.C (en)                            | ワシントン       | Washinton      |                                |                               |
| New York (en)                                  | ニューヨーク     | Nyū Yōku       |                                |                               |
| Los Angeles (en) (es)                          | ロサンゼルス     | Rosanzerusu    |                                |                               |
| Seattle (en)                                   | シアトル         | Shiatoru       |                                |                               |
| Canada (en)                                    | カナダ           | Kanada         |                                |                               |
| Toronto (en)                                   | トロント         | Toronto        |                                |                               |
| Argentina (en) (es)                            | アルゼンチン     | Aruzenchin     |                                |                               |
| Buenos Aires (en)                              | ブエノスアイレス | Buenosu Airesu |                                |                               |
| Brazil (en-us)                                 | ブラジル         | Burajiru       |                                | Brasil (pt)                   |
| Engelsch (nl) / Inglês (pt)                    | イギリス         | Igirisu        |                                | United Kingdom / England (en) |
| London (en)                                    | ロンドン         | Rondon         |                                |                               |
| Finland (en)                                   | フィンランド     | Finrando       |                                | Suomi (fi)                    |
| France (fr) (en)                               | フランス         | Furansu        |                                |                               |
| Paris (fr)                                     | パリ             | Pari           |                                |                               |
| Singapore (en)                                 | シンガポール     | Shingapōru     |                                |                               |
| Deutschland (de)                               | ドイツ           | Doitsu         | Germany (en)                   |                               |
| Berlin (de)                                    | ベルリン         | Berurin        |                                |                               |
| Portugal (pt) (en)                             | ポルトガル       | Porutogaru     |                                |                               |
| Lisbon (en)                                    | リスボン         | Risubon        |                                | Lisboa (pt)                   |
| Lithuania (en)                                 | リトアニア       | Ritoania       | Lithuania (en)                 | Lietuva (lt)                  |
| Olanda (pt) / Holanda (pt) / Holland (nl) (en) | オランダ         | Oranda         | Holland / The Netherlands (en) | Holland / Nederland (nl)      |
| Poland (en)                                    | ポーランド       | Pōrando        |                                | Polska (pl)                   |
| Italia (it)                                    | イタリア         | Itaria         | Italy (en)                     |                               |
| Roma (it)                                      | ローマ           | Rōma           | Rome (en)                      |                               |
| Mexico (en)                                    | メキシコ         | Mekishiko      |                                | Mexico (es)                   |
| Madrid (en)                                    | マドリッド       | Madoriddo      |                                |                               |
| Russia (en)                                    | ロシア           | Roshia         |                                | Росси́я, Rossiya (ru)          |
| Москва, Moskva (ru)                            | モスクワ         | Mosukuwa       | Moscow (en)                    |                               |
| India (en)                                     | インド           | Indo           |                                | Bhārat (hi)                   |
| Indonesia (id)                                 | インドネシア     | Indoneshia     |                                |                               |
| Ireland (en)                                   | アイルランド     | Airurando      |                                |                               |
| Malaysia (ms)                                  | マレーシア       | Marēshia       |                                |                               |
| Seoul (ko)                                     | ソウル           | Souru          | Seoul (en)                     |                               |
| Philippines (en)                               | フィリピン       | Firipin        |                                | Pilipinas (fil)               |
| Bulgaria (en)                                  | ブルガリア       | Burugaria      |                                | България (bg)                 |
| Belfast (en)                                   | ベルファスト     | Berufasuto     |                                |                               |